# تری فاکس

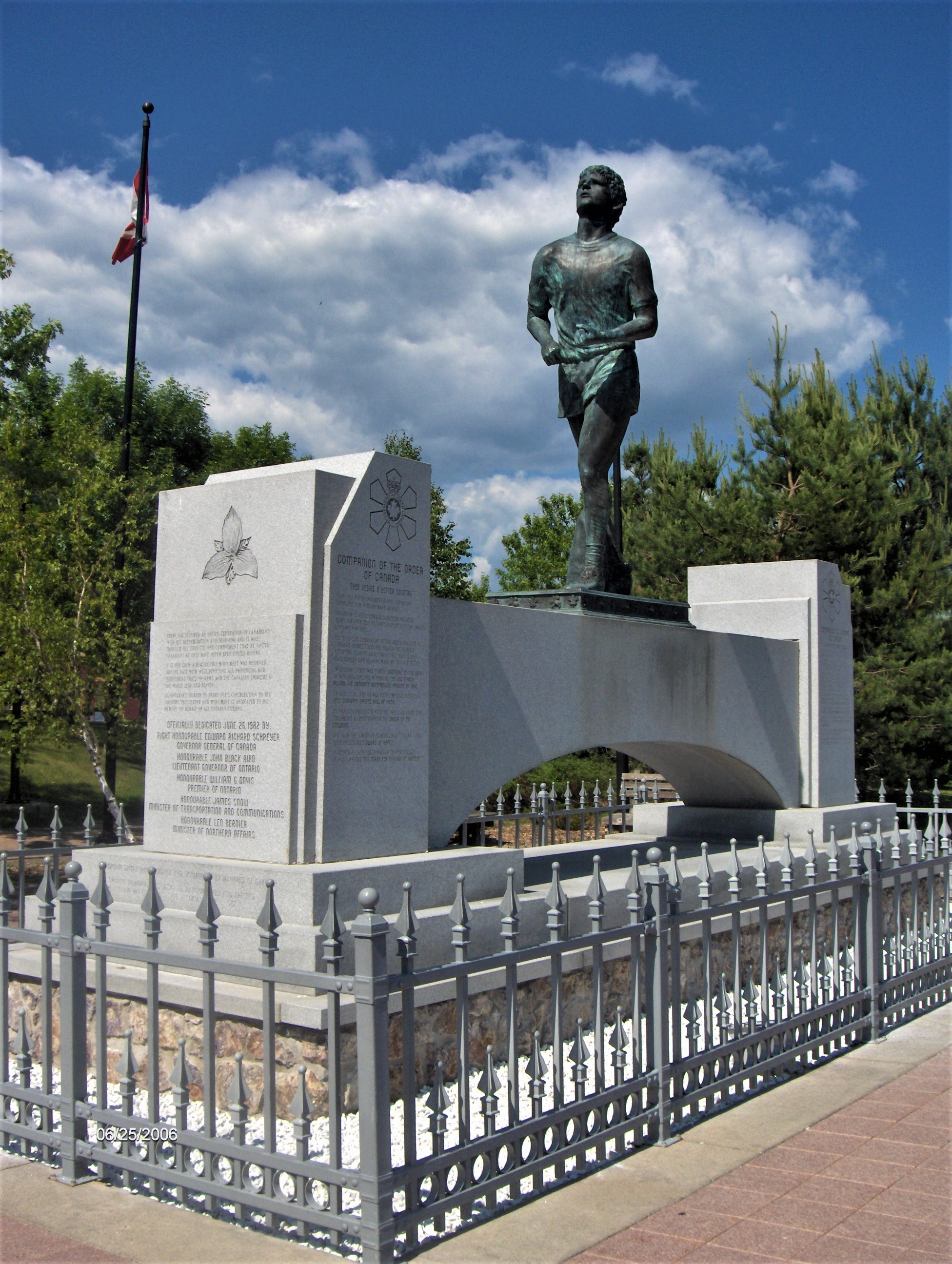
بنای یادبود تری فاکس در شهر ثاندر بی

تری فاکس (انگلیسی: Terry Fox؛ زاده ۲۸ ژوئیهٔ ۱۹۵۸ درگذشته ۲۸ ژوئن ۱۹۸۱) یک ورزشکار اهل کانادا بود.
او اکنون اسطورهٔ کانادا محسوب می‌شود. او که زندگی پُر فراز و نشیبی داشته، یک ورزشکار با اخلاق بود که در سال ۱۹۸۱ میلادی درگذشت.
زندگی‌نامه
تری فاکس زادهٔ ۲۸ جولای ۱۹۵۸ در کانادا، ورزشکار جوانی بود که بر اثر سرطان در سال ۱۹۸۱ میلادی درگذشت.
علت شهرت بی‌حد و حصر او فداکاری‌ای بود که برای شناختن سرطان به تمام جهان کرد. 
او که پای راستش بر اثر سرطان استخوان قطع شده بود، مسافتی به طول ۸٬۵۳۰ کیلومتر را با یک پای قطع شده کشور کانادا را جزیرهٔ جونز در شرق دوید.
که اسطورهٔ استقامت به حساب می‌آید، مجسمهٔ او هم‌اکنون در شهر اتاوا است.
او برای آگاهی بخشی سرطان مقدار زیادی پول با دوی ماراتن جمع نمود. و مبلغی بالغ بر 24/1میلیون دلار جمع اوری کرد در حالتی که هیچ کس باورش نداشت.